# Insinuazione
Un'insinuazione è un pensiero o un'idea formulata in maniera non esplicita, su una persona o una cosa, specialmente di natura denigratoria o dispregiativa. 
Può anche essere un'osservazione o una domanda, generalmente denigratoria, che funge come affermazione sottintesa e obliqua. In quest'ultimo senso, l'intenzione è spesso di insultare o accusare qualcuno in modo tale che le sue parole, prese alla lettera, siano innocenti.
Secondo l'Advanced Oxford Learner's Dictionary, un'insinuazione sarebbe "un'osservazione indiretta su qualcuno o qualcosa, che di solito suggerisce qualcosa di brutto, cattivo o volgare", come: "insinuazione sulla sua vita privata" o "La canzone è piena di insinuazioni sessuali".

## Insinuazione sessuale
Il termine insinuazione sessuale ha acquisito un significato specifico, cioè quello di un doppio senso "rischioso" giocato su una possibile interpretazione sessuale di una frase altrimenti innocente. Ad esempio: "Abbiamo bisogno di andare più in profondità" può essere visto come una richiesta di ulteriori indagini, o un esplicito riferimento alla penetrazione sessuale.
Nel contesto della legge sulla diffamazione, un'insinuazione non è il significato diretto delle parole oggetto della denuncia, ma è comprensibile da chi lo legge avendo una conoscenza specifica.

## Nei media
I copioni delle commedie cinematografiche hanno usato insinuazioni sin dall'inizio del film sonoro stesso. Un esempio degno di nota è la serie dei film del franchise Carry On (1958-1992), in cui le allusioni sono una caratteristica fondamentale, spesso includendo il titolo del film stesso. Anche le sitcom e gli spettacoli comici britannici come Are You Being Served? e Round the Horne hanno fatto ampio uso di insinuazione. Una leggera allusione sessuale è una base della pantomima britannica.
Numerosi programmi televisivi mirano al pubblico infantile e spesso usano innumerevoli tentativi di intrattenere il pubblico di adolescenti/adulti senza superare le politiche di censura della loro rete.
In The Scott Mills Show su BBC Radio 1, agli ascoltatori viene chiesto di inviare clip da radio e TV con innumerevoli contenuti in un contesto umoristico, una caratteristica nota come Innuendo Bingo (traducibile in "bingo allusivo"). Presentatori e ospiti speciali riempiono le loro bocche con acqua e ascoltano le clip, e l'ultima persona a sputare l'acqua con una risata vince la partita.